# Rio Itaim (Ceará)
O Itaim é um rio do estado do Ceará, Brasil, afluente do rio Poti que por sua vez o é do rio Parnaíba.